# Västbjörka
Västbjörka är en småort i Rättviks socken i Rättviks kommun i Dalarnas län.